# 스마키
스마키(프랑스어: Smaky)는 1974년부터 스위스 로잔 연방 공과대학교의 장다니엘 니코드 교수를 비롯한 사람들이 개발한 8비트 컴퓨터와 거기 탑재된 운영체제 라인업이다. 스마키는 로잔 연방공대 학내와 스위스의 중고등학교들에서 사용되었다. "스마키"라는 이름은 "스마트 키보드(SMArt KeYboard)"에서 비롯되었으며, 이는 컴팩트한 마더보드 사용으로 키보드와 같은 공간을 차지할 정도로 소형화가 가능했음에 기인한다.
처음 세 기종인 스마키 1, 스마키 2, 스마키 4는 프로토타입으로 인텔 8080 마이크로프로세서에 기반하여 개발되었다. 스마키 3은 개발이 완료되지 못했다. 이후 1978년 스마키는 8비트 자일로그 Z80으로 프로세서를 전환했다. 이 시기 오스본 휴대용 컴퓨터와 비슷하게 생긴 휴대용 스마키가 개발되기도 했다. 1981년 스마키 플랫폼은 32비트 모토롤라 68000 프로세서로 다시 바뀌었고, 스마키 전용 운영체제인 프소스가 새로 개발되어 이후 모든 스마키에 사용되었다.
스마키 하드웨어의 개발은 1995년 종료되었다. 2000년 마이크로소프트 윈도우용 스마키 에뮬레이터가 개발되었다.

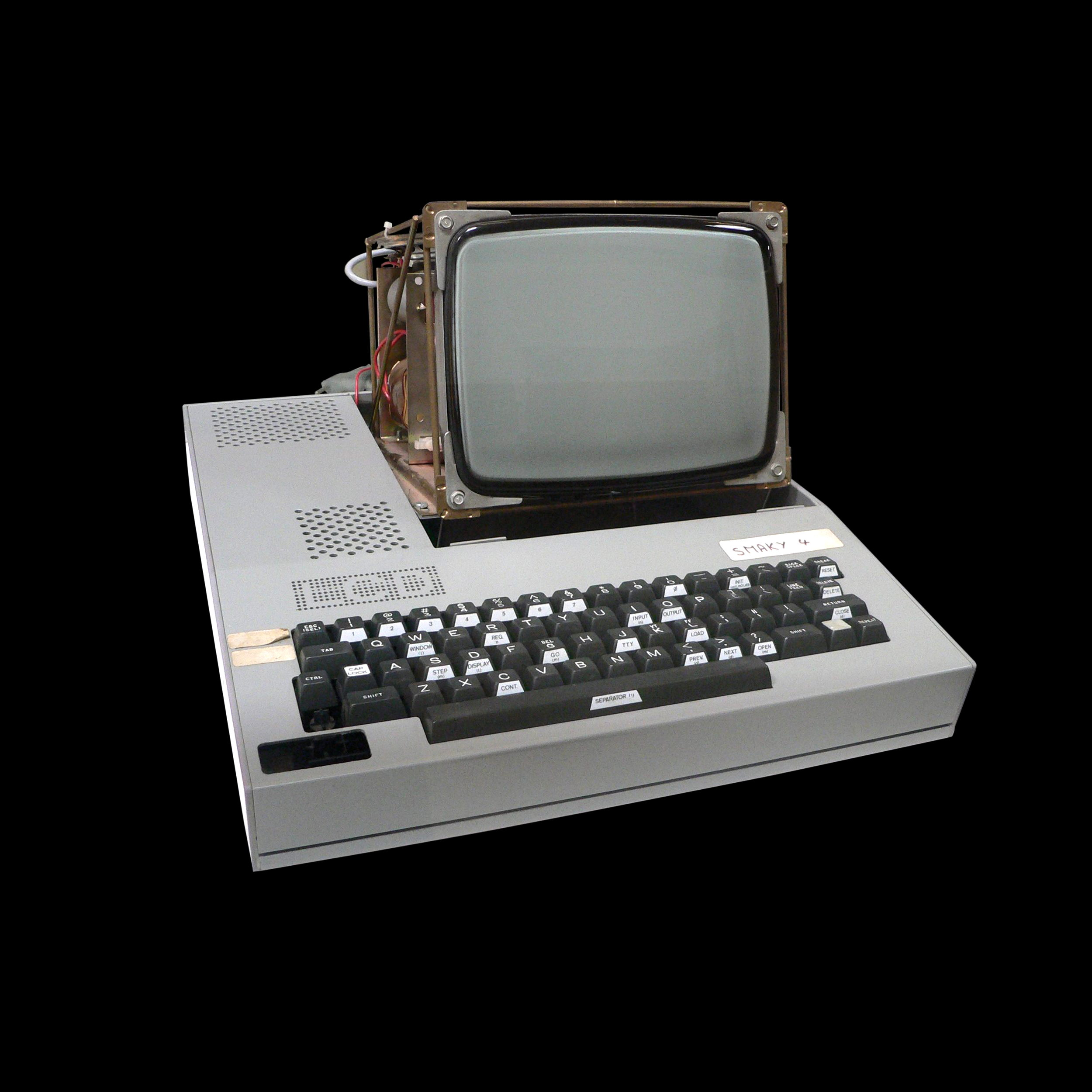
스마키 4 (프로토타입)
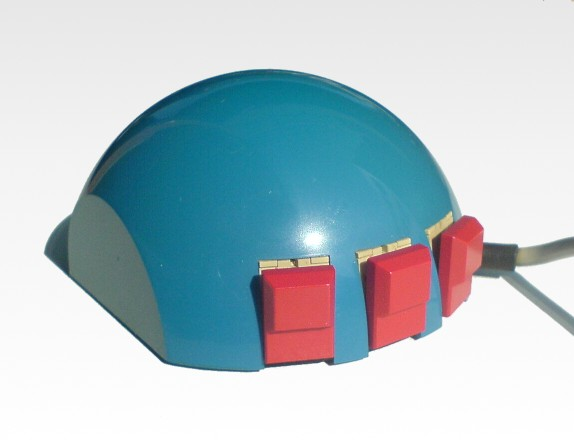
스마키 마우스.
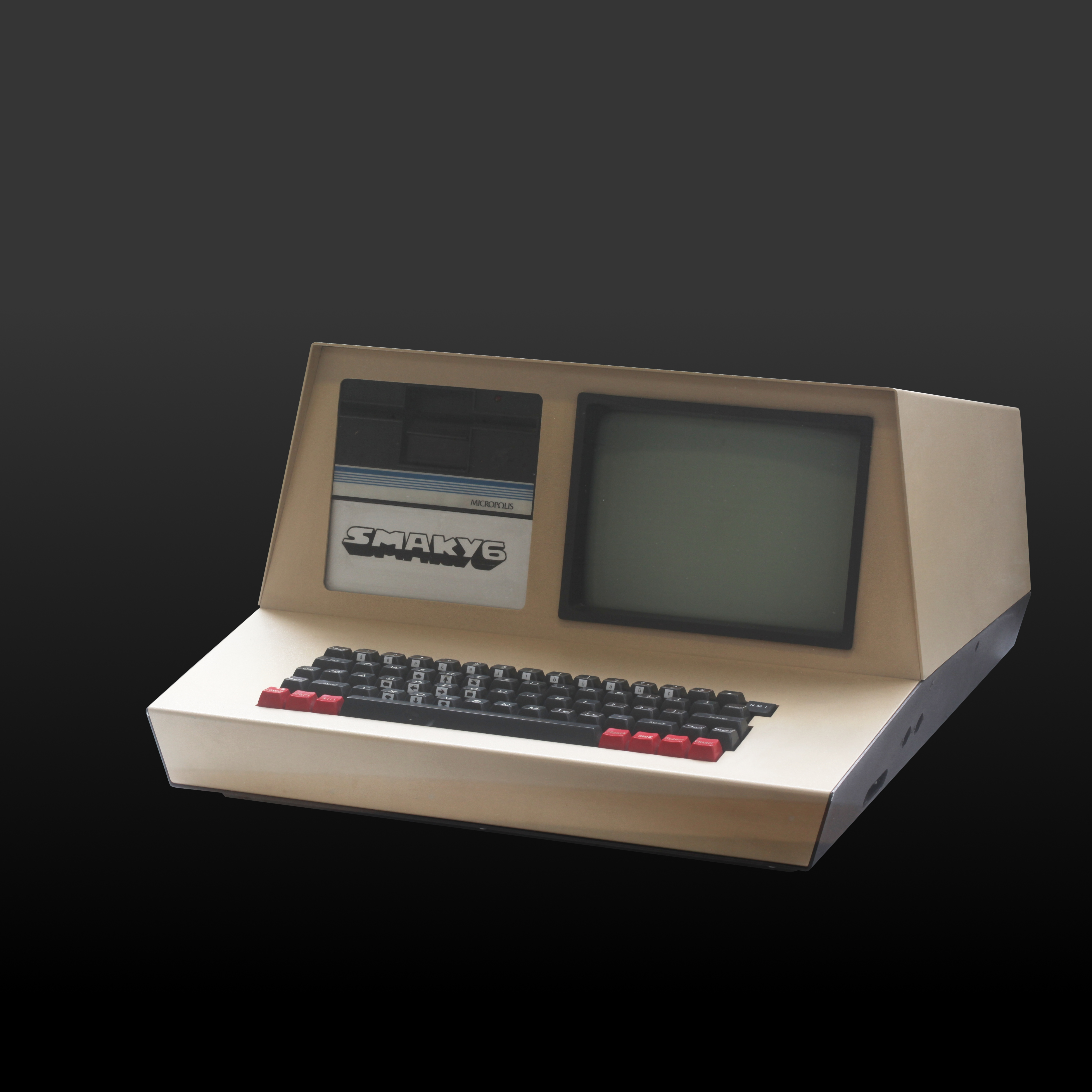
스마키 6
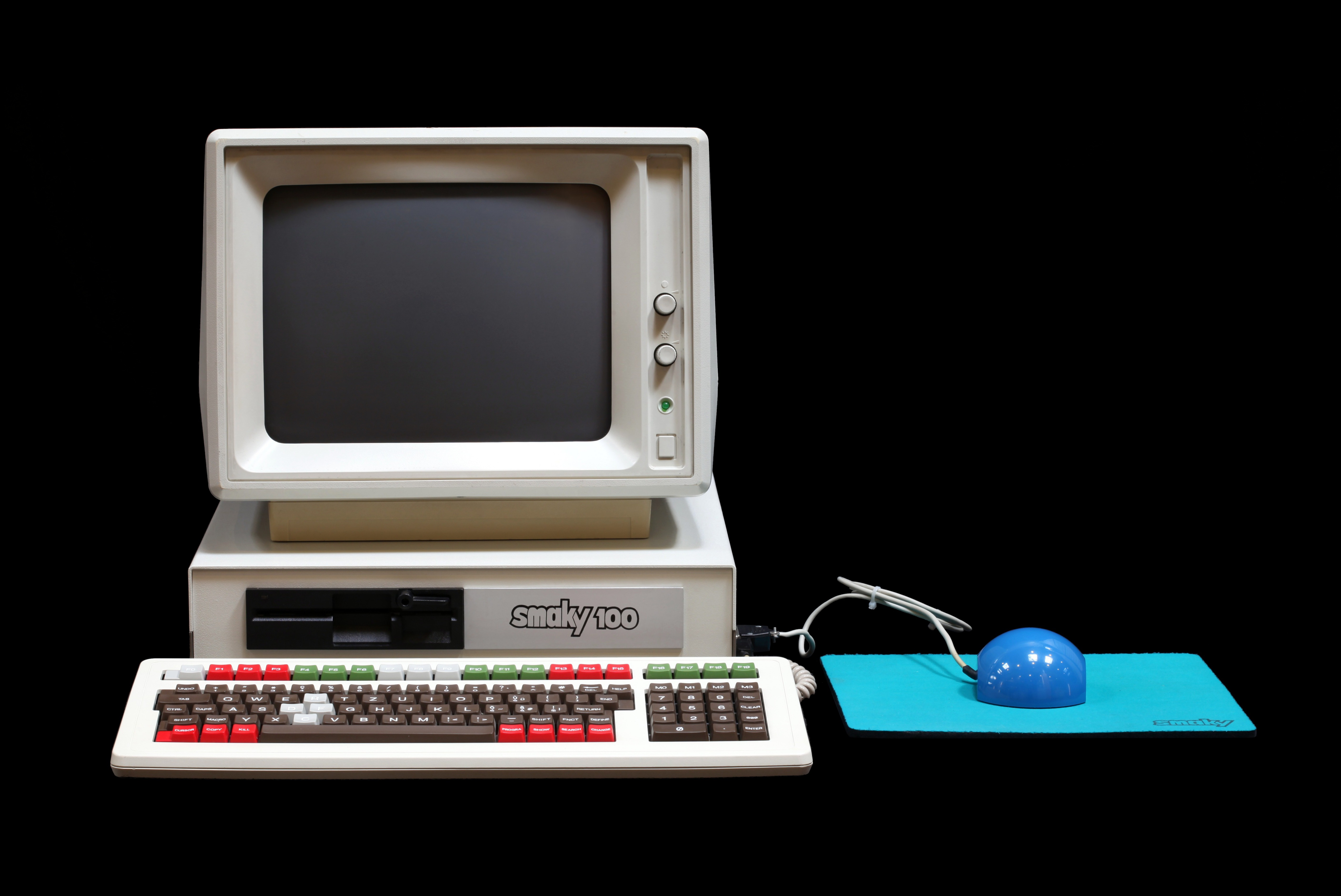
스마키 100